# 490. п. н. е.

## Догађаји
- Маратонска битка

## Рођења
- Емпедокле (грч: Ἐμπεδοκλῆς, око 490–430. п. н. е.) - антички филозоф и грађанин Агригента, грчке колоније на Сицилији.
- Зенон (грч. Ζήνων ὁ Ἐλεάτης, око 490–око 430. п. н. е.) - антички грчки филозоф, припадник елејске школе.